# Syngnathus dawsoni
Syngnathus dawsoni är en fiskart som först beskrevs av Earl Stannard Herald 1969.  Syngnathus dawsoni ingår i släktet Syngnathus och familjen kantnålsfiskar. Inga underarter finns listade i Catalogue of Life.